# بلویو هیل، نیو ساوت ولز
بلویو هیل (به انگلیسی: Bellevue Hill) یک حومه شهر در استرالیا است که در نیو ساوت ولز واقع شده‌است.